# 10 Pułk Artylerii Ciężkiej (II RP)
10 pułk artylerii ciężkiej (10 pac) – oddział artylerii ciężkiej Wojska Polskiego w II Rzeczypospolitej.
10 pułk artylerii ciężkiej został sformowany 5 października 1921 z połączenia 2 dywizjonu artylerii ciężkiej Legionów i 11 Kresowego dywizjonu artylerii ciężkiej. Z chwilą wcielenia w skład pułku dotychczasowy 2 dac został przemianowany na I dywizjon, a 11 dac na II dywizjon. Do 1939 pułk stacjonował w Pikulicach (garnizon Przemyśl). W 1939 pułk zmobilizował między innymi: 60 dywizjon artylerii ciężkiej, 2 dywizjon artylerii ciężkiej, 22 dywizjon artylerii ciężkiej, 24 dywizjon artylerii ciężkiej, I dywizjon 5 pac. Po zakończeniu mobilizacji pułk został rozformowany.

## Geneza i walki przyszłych pododdziałów 10 pac

### Formowanie i działania I/2 pułku artylerii ciężkiej (I/10 pac)
W listopadzie 1918 kpt. Tadeusz Bogdanowicz rozpoczął formowanie na Cytadeli w Warszawie „dywizjonu artylerii ciężkiej na Cytadeli”. Jeszcze w grudniu dywizjon przemianowany został na I/2 pułku artylerii ciężkiej Legionów. W sierpniu dwubateryjny dywizjon przemieścił się do Mińska. Będąc w ciągłej walce, jego baterie miały swój udział w zdobyciu Borysowa i osiągnęły linię Berezyny. 15 listopada w skład dywizjonu weszła bateria pozycyjna „Andrzej” uzbrojona w zdobyczne dwa działa 3-calowe i dwa działa 6-calowe.
20 grudnia dywizjon przewieziony został do Radomia celem reorganizacji i tam pozostawał do końca marca 1920.
Na początku czerwca I/2 pac (bez 3 baterii) przybył nad Berezynę z zadaniem wsparcia piechoty w czasie powstrzymywania ofensywy sowieckiej. 4 lipca ruszyła kolejna ofensywa wojsk Frontu Zachodniego Michaiła Tuchaczewskiego. Sytuacja na froncie była katastrofalna i dywizjon rozpoczął działania opóźniające.
Ostatecznie 5 sierpnia dywizjon znalazł się w rejonie Małkini. Tu, wbrew pierwotnym rozkazom, nie zdecydował się na porzucenie ciężkiego sprzętu, a kpt. Bogdanowicz przekonał  dowództwo 2 Dywizji Piechoty Legionów i poprowadził oddział okrężną drogą przez Nur na drugi brzeg Bugu.
W tym samym czasie 3 bateria nadal znajdowała się w Radomiu. Z braku rozkazów, dowódca baterii ppor. Czapski podjął samodzielną decyzję udania się do Warszawy i tym sposobem bateria uczestniczyła w ostatniej fazie walk o Stolicę.
Pozostałe baterie w okresie bitwy warszawskiej pozostawały w odwodzie Naczelnego Wodza. Dopiero 20 sierpnia baterie 1. i 2 wspierały swoim ogniem działania  piechoty w rejonie Wojsławice–Hrubieszów. 29 sierpnia, w rejonie Uchani 2 bateria walczyła z kozakami Budionnego. Za swoją postawę w tym boju dowódca 2 baterii został odznaczony Orderem Virtuti Militari V klasy, a obsługi – Krzyżami Walecznych.
Po przewiezieniu koleją na północ, działający już w pełnym składzie dywizjon uczestniczył w pościgu za nieprzyjacielem. Ostatecznie, 12 października odzyskano Mołodeczno, a zwiady bateryjne działały głównie jako pododdziały kawalerii. Baterie ogniowe natomiast kilkakrotnie ostrzeliwały straże tylne bolszewików. 18 października zawieszenie broni zastało dywizjon w Wilejce i Kuczeńcach, gdzie zakończył się jego szlak bojowy.
Po wojnie, 11 grudnia 1920, rozkazem dowódcy 2 Dywizji Piechoty Legionów nr 313/org., dywizjon zostaje przemianowany na I dywizjon 10 pułku artylerii ciężkiej.

### Formowanie i walki I/11 pułku artylerii ciężkiej (II/10 pac)
Początki I dywizjonu 11 pułku artylerii ciężkiej sięgają marca 1919, kiedy to gen. Józef Haller nakazał utworzenie w Senie, na bazie francuskiego 229 pułku artylerii, polskiego pułku artylerii. Pułk składał się z dwóch baterii 75 mm armat, jednej 155 mm haubic i baterii mieszanej o dwóch armatach kal. 105 mm i 2 armatach kal. 120 mm. Jeszcze we Francji pułk został przemianowany na pułk artylerii Dywizji Instrukcyjnej Armii gen. Hallera.
W końcu maja 1919 pułk przez Niemcy przybył do Włocławka. Tam też został formalnie rozformowany. Jednocześnie z dniem 1 września dowództwo I dywizjonu przeorganizowano na dowództwo I/11 pułku artylerii ciężkiej. Na początku stycznia 1920 dowództwo dywizjonu przeszło do Grudziądza. Tam do I dyonu włączono utworzoną we Francji w Wogezach byłą 10 baterię 1 pułku artylerii ciężkiej por. Zajdla.
W styczniu 1920 bateria przegrupowała się do Grudziądza i I/11 pac już całością sił przeszedł do Chełmna. Tu nastąpiła reorganizacja oddziału − zlikwidowano dowództwo II/11 pac oraz dowództwo pułku. Ostatecznie jednobateryjny I/11 pac mjr. Aleksandra Batorego 7 maja 1920 odjechał na front wschodni, wchodząc w skład Grupy Poleskiej. Bateria wyróżniła się skutecznie zwalczając ogniem bolszewickie pociągi pancerne. Pod Ozierszczyzną zlikwidowała próbę forsowania Dniepru niszcząc szereg łodzi i innych środków przeprawowych. Na początku czerwca została przewieziona koleją w rejon Nachowa, gdzie przez kilka dni wspierała ogniem własną piechotę. 26 czerwca, prowadząc działania opóźniające, przeszła na linię rzeki Ippa w rejonie Ptyczy. Tu, 30 czerwca zwalczała sowieckie statki na Prypeci. Zniszczyła dwa z nich i uszkodziła monitor. Następnie przetransportowana została koleją do Pińska, gdzie dołączyła do dowództwa macierzystego dywizjonu i dalej już w jego składzie odeszła do Brześcia. Przez 5 dni dywizjon  skutecznie wspierał ogniem własną piechotę. Jednak wobec obejścia polskich pozycji obronnych, oddział musiał się wycofać do Kocka, a następnie za Wieprz.
16 sierpnia rozpoczęła się kontrofensywa znad Wieprza. 1 bateria maszerowała w odwodzie Dywizji Górskiej przez Łuków, Siedlce, Sokołów, Suraż do Białegostoku. 15 września dowództwo I/11 pac wraz z 1 baterią odeszły z Białegostoku do Brześcia i dołączyły do macierzystej 11 Dywizji Piechoty.
3 sierpnia 1920 w baterii zapasowej pułku w Stanisławowie ukończono formowania 2 baterii por. Romana Palmiego i 3 baterii por. Ferdynanda Mülnera. Z dniem 8 sierpnia obie baterie weszły w skład 11 Brygady Artylerii, a trzy dni później przybyły do Warszawy, wchodząc w skład macierzystej 11 Dywizji Piechoty. Obsadziły odcinek od toru kolejowego po szosę Warszawa–Radzymin i stąd wspierały ogniem 47 pułk piechoty. 15 sierpnia baterie strzelały nocą niszcząc szereg stanowisk broni maszynowej, ostrzeliwując odwody i stanowiska artylerii wroga.
16 sierpnia 2. i 3 bateria odeszła do odwodu. Dopiero 26 sierpnia baterie wróciły na front, tym razem w rejon Brześcia. 6 września 3 bateria wzięła udział w wypadzie na Pożeżyn. 9 września 2. i 3 bateria uczestniczyły w natarciu na Kobryń. 15 września 2. i 3 bateria powróciły do Brześcia, gdzie doszło do ich  połączenia się z dowództwem I/11 pac oraz 1 baterią.
23 września 11 Dywizja Piechoty nacierała na Berezę Kartuską. Dywizjon (bez 1 baterii) wspierał działania XXII Brygady Piechoty na Horsk, a 1 bateria pozostawała w odwodzie. Po odzyskaniu Berezy Kartuskiej prowadzono działania na Zarzecze. 30 września I/11 pac dotarł do Baranowicz, skąd ruszono na Ostrów i Krzywoszyn. Nad Szczarą dywizjon przez kilka dni wspierał własną piechotę, a następnie ruszył szosą na Słuck, docierając 4 października do Sieniawki. 11 i 12 października 3 bateria wspierała z powodzeniem piechotę w natarciu na miasto. W dalszym pościgu dywizjon udziału już nie brał, kończąc w Słucku swój szlak bojowy.
W grudniu 1920 I dywizjon 11 pułku artylerii ciężkiej został przeformowany na samodzielny 11 dywizjon artylerii ciężkiej. Na początku 1921 zapadła decyzja o włączeniu go w skład nowo powstającego 10 pułku artylerii ciężkiej. 24 kwietnia dywizjon przegrupował się do Przemyśla i tam został przemianowany na II dywizjon 10 pułku artylerii ciężkiej.

### Bilans walk
W czasie walk na froncie poległo sześciu żołnierzy, z tego z I/2 pac dwóch, a z 11 dac czterech. Krzyżem Srebrnym Orderu Wojskowego Virtuti Militari odznaczonych zostało jedenastu żołnierzy, a Krzyżem Walecznych 71 żołnierzy.
| Kawalerowie Virtuti Militari | Kawalerowie Virtuti Militari                                                             | Kawalerowie Virtuti Militari                                                 |
| --- | ---------------------------------------------------------------------------------------- | ---------------------------------------------------------------------------- |
| Żołnierze I/ 2 pułku artylerii ciężkiej Legionów i 11 dywizjonu artylerii ciężkiej odznaczeni Krzyżem Srebrnym Orderu Wojskowego Virtuti Militari |                                                                                          |                                                                              |
| mjr Tadeusz Bogdanowicz (I/2 pac) por. Stanisław Królikiewicz (I/2 pac) mjr Aleksander Batory ogn. Antoni Frydel                                  | kpr. Bronisław Kordowski ppor. Zbigniew Mokrzecki mjr Ferdynand Müllner por. Roman Palmi | chor. Jakub Wojnarowicz ppor. Edward Wójcikiewicz por. Jerzy Younga de Lenie |

Ponadto Krzyżem Walecznych zostało odznaczonych 29 oficerów, 1 chorąży i 41 szeregowych I/2 pac oraz 14 oficerów i podchorążych oraz 38 szeregowych 11 dac.

## Pułk w garnizonie Przemyśl

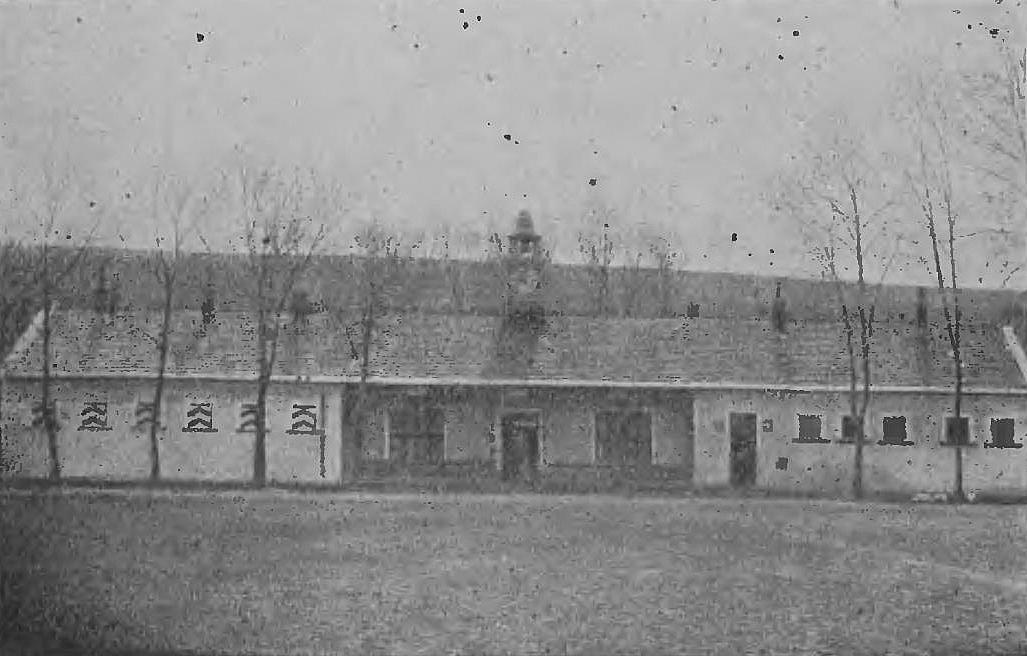
Koszary i stajnie jednostki

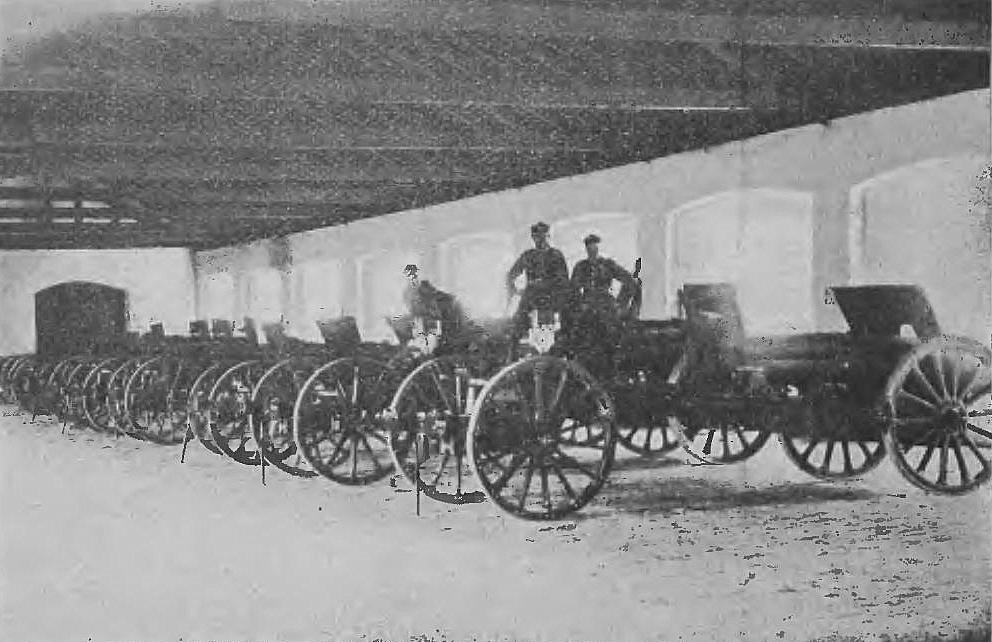
Działownia 10 pac

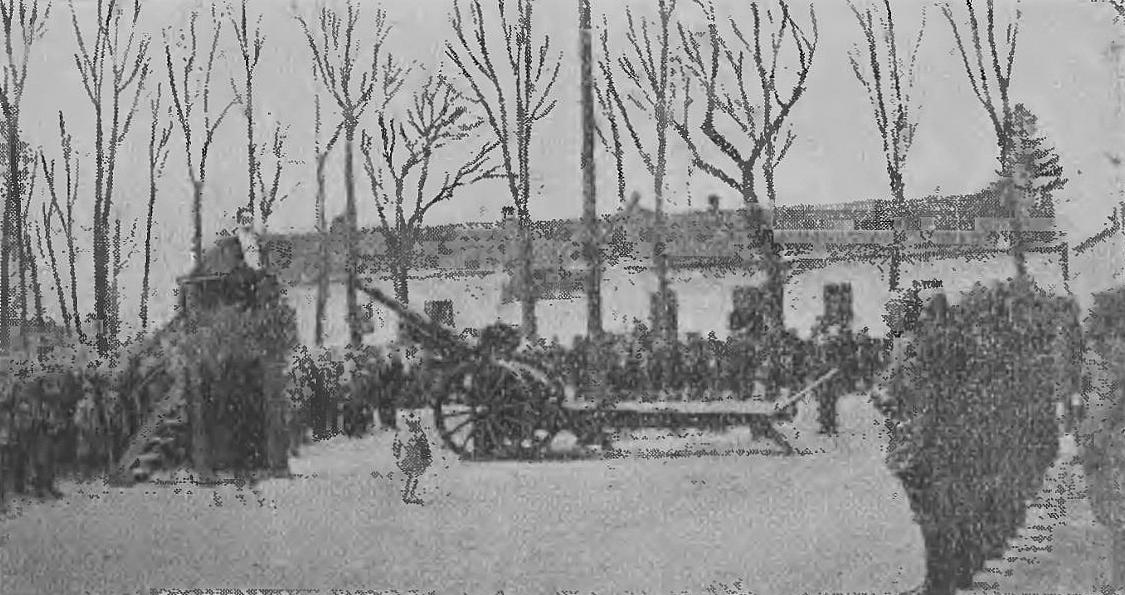
Przysięga na działo kanonierów pułku

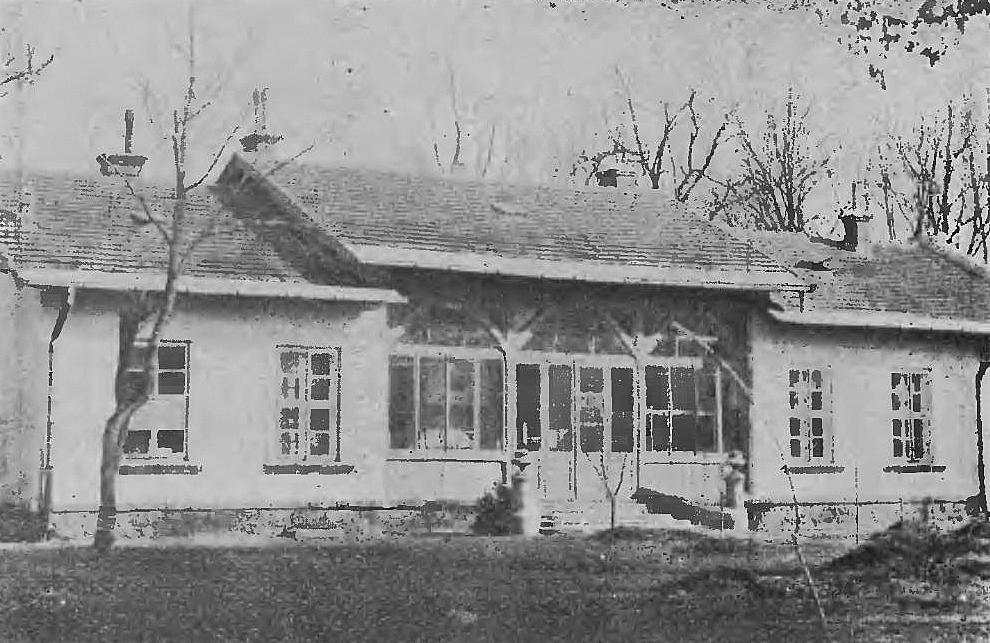
Kasyno oficerskie 10 pac

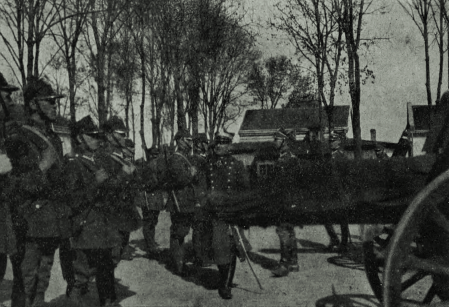
Przeglądu 10 pac dokonuje dowódca artylerii OK X gen. A. Kowalewski

### Formowanie i zmiany organizacyjne
10 pułk artylerii ciężkiej został sformowany 5 października 1921 z połączenia 2 dywizjonu artylerii ciężkiej Legionów i 11 Kresowego dywizjonu artylerii ciężkiej. Z chwilą wcielenia w skład pułku dotychczasowy 2 dac został przemianowany na I dywizjon, a 11 dac na II dywizjon. W 1923 w skład pułku wchodziło: dowództwo, trzy dywizjony artylerii ciężkiej po trzy baterie, kadra oddziału łączności i kadra baterii zapasowej.
W 1925 wprowadzono pokojowe Ordre de bataille artylerii polskiej. W 10 pac rozpoczęto formowanie III dywizjonu. W składzie pułku znalazło się siedem baterii mieszanych 2- i 3-działowych, wyposażonych we francuskie 105 mm armaty wz. 13 i 155 mm haubice wz. 17. W 1929 wprowadzono kolejne zmiany organizacyjne. Zlikwidowano 3. baterię, a pozostałe przekształcono w 4-działowe. Od tej pory każdy z trzech dyonów dysponował dwiema bateriami, przy czym baterie 1., 2., 4. i 5. posiadały na stanie haubice, a 7. i 8. bateria – armaty. Z niewielkimi zmianami stan ten przetrwał do ogłoszenia mobilizacji w 1939.
W 1925 wszedł w życie Plan mobilizacyjny „S”. Zgodnie z nim 10 pac miał rozwinąć się do etatów wojennych i osiągnąć gotowość marszową w 10 dniu mobilizacji powszechnej. Ponadto pułk miał zmobilizować: pluton maskowania nr 101 oraz dowództwo Brygady Artylerii nr 16; samodzielną baterię artylerii plot. nr 101 oraz dowództwo artylerii nr 52, kompanię pomiarów artylerii nr 10 oraz szefostwo artylerii i służby uzbrojenia OK X; baterię zapasową 10 pac, baterię marszową oraz Oficerską Szkołę Artylerii przeniesioną z Torunia. Plan ten obowiązywał aż do maja 1938, kiedy to wprowadzono w życie nowy plan mobilizacyjny oznaczony kryptonimem „W”.
| Obsada personalna i struktura organizacyjna pułku        | Obsada personalna i struktura organizacyjna pułku |
| Stanowisko                                               | Stopień, imię i nazwisko                          |
| Obsada personalna pułku w 1928                           | Obsada personalna pułku w 1928                    |
| -------------------------------------------------------- | ------------------------------------------------- |
| dowódca pułku                                            | płk Leonard Tucker                                |
| zastępca dowódcy                                         | ppłk Stefan Mazurkiewicz                          |
| kwatermistrz                                             | mjr Stanisław Leon Sigmund                        |
| płatnik                                                  | por. Benjamin Apfelsüss                           |
| dowódca I dywizjonu                                      | mjr Władysław Sontag                              |
| dowódca 1 baterii                                        | kpt. Józef Porębny                                |
| dowódca 2 baterii                                        | kpt. Stanisław II Rogóż                           |
| dowódca 3 baterii                                        | kpt. Franciszek Schmid                            |
| p.o. dowódcy II dywizjonu                                | kpt. Aleksander Wawryka                           |
| dowódca 4 baterii                                        | kpt. Edward Reguła                                |
| p.o. dowódcy 5 baterii                                   | por. Antoni Messinger                             |
| dowódca III dywizjonu                                    | mjr Stanisław Giebułtowicz                        |
| dowódca 7 baterii                                        | kpt. Jan Sobolewski                               |
| dowódca 8 baterii                                        | kpt. Tadeusz Rupik                                |
| Obsada personalna i struktura organizacyjna w marcu 1939 |                                                   |
| dowódca pułku                                            | płk Jan Bokszczanin                               |
| I zastępca dowódcy                                       | ppłk Bronisław Wiktor Piniecki                    |
| adiutant                                                 | por. Emil Józef Kipp                              |
| naczelny lekarz medycyny                                 | ppor. lek. Edward Grzywaczewski                   |
| starszy lekarz weterynarii                               | mjr wet. Ferdynand Gancarz                        |
| oficer zwiadowczy                                        | kpt. Ludwik Skorski                               |
| II zastępca dowódcy (kwatermistrz)                       | mjr mgr Józef Jarecki                             |
| oficer mobilizacyjny                                     | kpt. adm. (art.) Jan Żwinkiewicz                  |
| zastępca oficera mobilizacyjnego                         | por. Jan Karol Dubaniowski                        |
| oficer administracyjno-materiałowy                       | kpt. adm. (art.) Piotr Szczęsny                   |
| oficer gospodarczy                                       | por. int. Stanisław Zaremba                       |
| oficer żywnościowy                                       | por. Joachim Gumieniuk                            |
| dowódca plutonu łączności                                | por. Stanisław Bień                               |
| oficer plutonu                                           | por. Antoni Ilkiewicz                             |
| dowódca szkoły podoficerskiej                            | kpt. Zygmunt Łyzicki                              |
| zastępca dowódcy                                         | ppor. Marian Antoni Bartoszyn                     |
| dowódca plutonu                                          | ppor. Tadeusz Józef Kossarek                      |
| dowódca plutonu                                          | ppor. Ryszard Rudczyński                          |
| dowódca plutonu                                          | ppor. Ludwik Witkowski                            |
| dowódca I dywizjonu                                      | mjr Jan Marszałek                                 |
| dowódca 1 baterii                                        | ppor. Andrzej Cieszewski                          |
| dowódca 2 baterii                                        | kpt. Ignacy Stanisław Uznański                    |
| dowódca plutonu                                          | ppor. Władysław Dzikowicki                        |
| dowódca II dywizjonu                                     | mjr Michał Romanowski                             |
| dowódca 4 baterii                                        | kpt. Mieczysław Widajewicz                        |
| dowódca plutonu                                          | chor. Władysław Jędruch                           |
| dowódca 5 baterii                                        | kpt. Tadeusz Feliks Janeczko                      |
| dowódca plutonu                                          | ppor. Stanisław Strączyński                       |
| dowódca III dywizjonu                                    | mjr Stanisław II Rogóż                            |
| dowódca 7 baterii                                        | por. Stefan Leon Dymnicki                         |
| dowódca plutonu                                          | ppor. Czesław Bardecki                            |
| dowódca 8 baterii                                        | kpt. Stanisław II Dutkiewicz                      |
| dowódca plutonu                                          | ppor. Tadeusz Wyrembek                            |

### Zakwaterowanie
Pułk kwaterował w poaustriackim kompleksie koszarowym w Pikulicach. Koszary były w dość dobrym stanie, a niewielkie zniszczenia wojenne pułk naprawił własnymi siłami. Poważniejszym mankamentem był brak pomieszczeń do mycia i umywalni. Brak pryszniców powodował konieczność wysyłania szeregowych do odległego o 4 km kąpieliska garnizonowego. Inną niedogodnością była niewystarczająca liczba mieszkań dla kadry na terenie koszar. Większość musiała mieszkać w Przemyślu. Ponadto w koszarach nie było oświetlenia elektrycznego. Było to szczególnie dotkliwe zimą. Natomiast istniejące magazyny, działownie i stajnie posiadały wystarczająca powierzchnię i były w dobrym stanie.
W drugiej połowie lat 30. sytuacja kwaterunkowa wyraźnie się poprawiła. Zamontowano prysznice i zakupiono nowe umywalki. Do koszar doprowadzono energię elektryczną, wymieniono część starych rur kanalizacyjnych. Ogólnie, warunki zakwaterowania w 10 pac oceniano jako wystarczające. Ulokowanie koszar w pewnym oddaleniu od Przemyśla stwarzało znaczne trudności komunikacyjne. W latach 20. XX w. uruchomiono 2 breki, kursujące pomiędzy koszarami a rynkiem przemyskim. W dni powszednie breki kursowały 6 razy, przy czym przejazdy służbowe kosztowały 2 zł miesięcznie, bilety miesięczne dla dzieci - 1 zł, zaś pojedynczy przejazd dla osoby uprawnionej - 15 groszy za kurs.

### Święta w pułku
Bardzo ważnym elementem wychowania patriotycznego były obchody świąt państwowych, kościelnych i święta pułkowego. Dziennikiem Rozkazów MSWojsk. nr 16 z 19 maja 1927, poz. 174 ustanowiono święto pułkowe na 24 kwietnia, na pamiątkę formalnego włączenia w jego skład 11 dywizjonu artylerii ciężkiej. Po raz pierwszy obchodzono je dość skromnie w 1926. W kolejnych latach święto rozpoczynało się balem w salach Kasyna Garnizonowego. Następnego dnia odbywały się pułkowe zawody lekkoatletyczne z atrakcyjnymi nagrodami dla szeregowych, a w salach Towarzystwa „Sokół” o 21:00 rozpoczynał się bal podoficerski. Kolejny dzień to przemarsz pułku ulicami Przemyśla, a o 17:00 uroczysta akademia dla szeregowych i o 19:30 – capstrzyk na przemyskim rynku. W ostatnim dniu o 7:00 pluton trębaczy przejeżdżał głównymi ulicami miasta trąbiąc pobudkę, o 9:30 na placu ćwiczeń „Nahrybka” odprawiono mszę świętą, a o 10:15 odbywała się defilada pułku. Po defiladzie rozpoczynały się oficerskie i podoficerskie zawody konne, potem obiad żołnierski. Obchody święta kończyła zabawa ludowa na placu koszarowym.

### Kultura i rozrywka
Celem wszystkich dowódców pułku było organizowanie po szkoleniu programowym różnych form rozrywki. Należały do nich kino i teatr. Dowództwo wynegocjowało z dyrekcją Teatru Świetlnego „MARS” korzystne zniżki na bilety dla żołnierzy. W wolnym czasie, po okazaniu książeczki wojskowej, szeregowi mogli chodzić na seanse filmowe płacąc 1/4 ceny biletu. Uzdolnieni szeregowcy uczestniczyli w zajęciach chóru żołnierskiego. Ważnym miejscem odpoczynku stała się także świetlica pułkowa. Wytworzył się zwyczaj, iż podoficerowie zawodowi, po otrzymaniu awansu, przekazywali na rzecz świetlicy pewne kwoty pieniężne, za które kupowano książki, gry, uzupełniano wyposażenie itp..
W pułku rozwijało się czytelnictwo. Nieraz czyniono to „na rozkaz”. Celem podwyższenia poziomu intelektualnego szeregowych, rozkaz specjalny dowódcy pułku nakazywał aby szeregowi pełniący wartę lub podczas wypoczynku, intensywnie czytali. Podobny zresztą rozkaz został wydany dla kadry. Nakazywano w nim czytanie w prasie wojskowej fachowych artykułów na tematy artyleryjskie, a w „Przeglądzie Kawaleryjskim” – artykułów dotyczących pielęgnacji koni.

### Inspekcje w pułku
Inspekcje prowadzone w jednostkach wojskowych miały przede wszystkim za cel określenie stopnia ich przygotowania do działań wojennych. W czasie ich trwania sprawdzano między innymi poziom wyszkolenia i fachowego przygotowania żołnierzy. W grudniu 1926 inspekcji dokonał gen. bryg. Juliusz Rómmel. Stwierdził, iż stan osobowy oddziału wynosił 42 oficerów, 104 podoficerów, 672 szeregowych oraz 331 koni. Umundurowanie i obuwie szeregowych zostało ocenione dość dobrze, konie miały należytą opiekę i były w dobrej kondycji. Będące na stanie jednostki działa były w dobrym stanie i należycie konserwowane, podobnie jak będące na wyposażeniu karabinki francuskie. Natomiast posiadane poaustriackie kuchnie polowe nie nadawały się do użytku. Z powodu braków sprzętowych nie było możliwości wystawienia kompanii pomiarów artylerii. Kadra oficerska reprezentowała dobry poziom wiedzy fachowej, natomiast słabo przedstawiała się znajomość Regulaminu Służby Polowej oraz jazda konna. Dowódca pułku pod względem administracyjno-gospodarczym oraz jako wychowawca został oceniony jako dobry, natomiast jako instruktor - słaby. Dobry poziom reprezentowali dowódcy dywizjonów.
W 1931 pułk ponownie inspekcjonowany był przez gen. Rómmla. Ocenił on wyszkolenie kadry oficerskiej zarówno pod względem fachowym jak i taktycznym na zadawalająco. Podkreślił doskonałe przygotowanie fachowe ówczesnego dowódcy płk. Jana Bokszczanina. Program nauczania rekrutów oraz system ich szkolenia oceniono jako racjonalny. Podczas zajęć szeroko stosowano tablice i modele oraz inne pomoce dydaktyczne, co ułatwiało przyswajanie wiedzy. Utrzymanie koni w pułku oceniono jako dobre, jednak do etatu brakowało 67 koni wierzchowych, zaś koni artyleryjskich było o 27 sztuk za dużo. We wniosku ogólnym gen. Rómmel napisał: 10 pac pod względem wyszkolenia, wartości i zespolenia kadry zawodowej oraz dyscypliny - przedstawia dobrą jednostkę artyleryjską.

W drugiej połowie lat 30. jednostkę inspekcjonował gen. dyw. Kazimierz Fabrycy. Niestety, nie zachowały się informacje o wynikach inspekcji.

## Mobilizacja i rozformowanie pułku

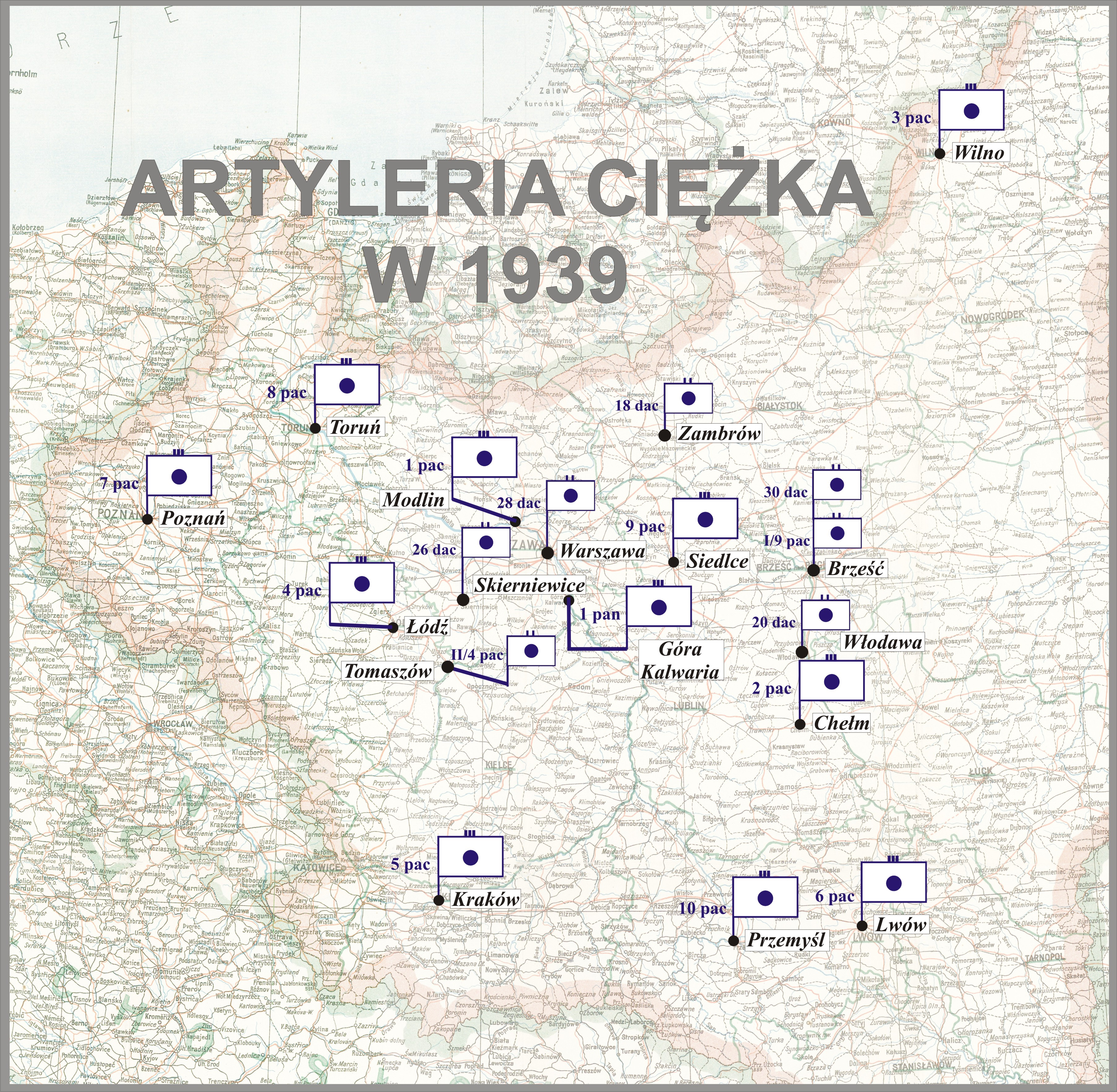
Artyleria ciężka w 1939 przed wybuchem II wojny światowej

Pułk był jednostką mobilizującą. Zgodnie z planem mobilizacyjnym „W” sformował:

w dniach 27–29 sierpnia 1939, w Przemyślu w mobilizacji alarmowej, w grupie jednostek oznaczonych kolorem zielonym w czasie od Z+24 do Z+36:
- 22 dywizjon artylerii ciężkiej typ II dla 22 DPG

w tych samych dniach i tym samym garnizonie w grupie jednostek oznaczonych kolorem żółtym w czasie od A+42 do A+48:
- 2 dywizjon artylerii ciężkiej typ II dla 2 DP Leg.

w czasie od A+54 do A+66
- 60 dywizjon artylerii ciężkiej typ I dla Armii „Kraków”

w dniach 31 sierpnia – 6 września, w I rzucie mobilizacji powszechnej:
- 24 dywizjon artylerii ciężkiej typ II dla 24 DP w terminie do 5 dnia mobilizacji
- I dywizjon 5 pac dla Armii „Kraków” w terminie do 6 dnia mobilizacji
- polowy szpital weterynaryjny nr 101 w terminie do 7 dnia mobilizacji

od 4 września, w II rzucie mobilizacji powszechnej:
- pluton marszowy artylerii ciężkiej typ I nr 10
- Ośrodek Zapasowy Artylerii Ciężkiej nr 4 w Przemyślu[43]

Po zakończeniu mobilizacji i przekazaniu nadwyżek do OZAC nr 4, pułk został rozformowany.

### Oddział Zbierania Nadwyżek 10 pac
Po zmobilizowaniu wszystkich oddziałów i pododdziałów zgodnie z planem, pozostałości 10 pac stały się trzonem organizowanego przez pułk Ośrodka Zapasowego Artylerii Ciężkiej nr 4. Pokojowy dowódca 10 pac płk Jan Bokszczanin został dowódcą Ośrodka, a jego zastępcą, pokojowy zastępca dowódcy 10 pac mjr Józef Jarecki. Losy OZN 10 pac są ściśle związane z OZAC nr 4 i zostaną omówione w opisie jego działań.

## Symbole pułkowe

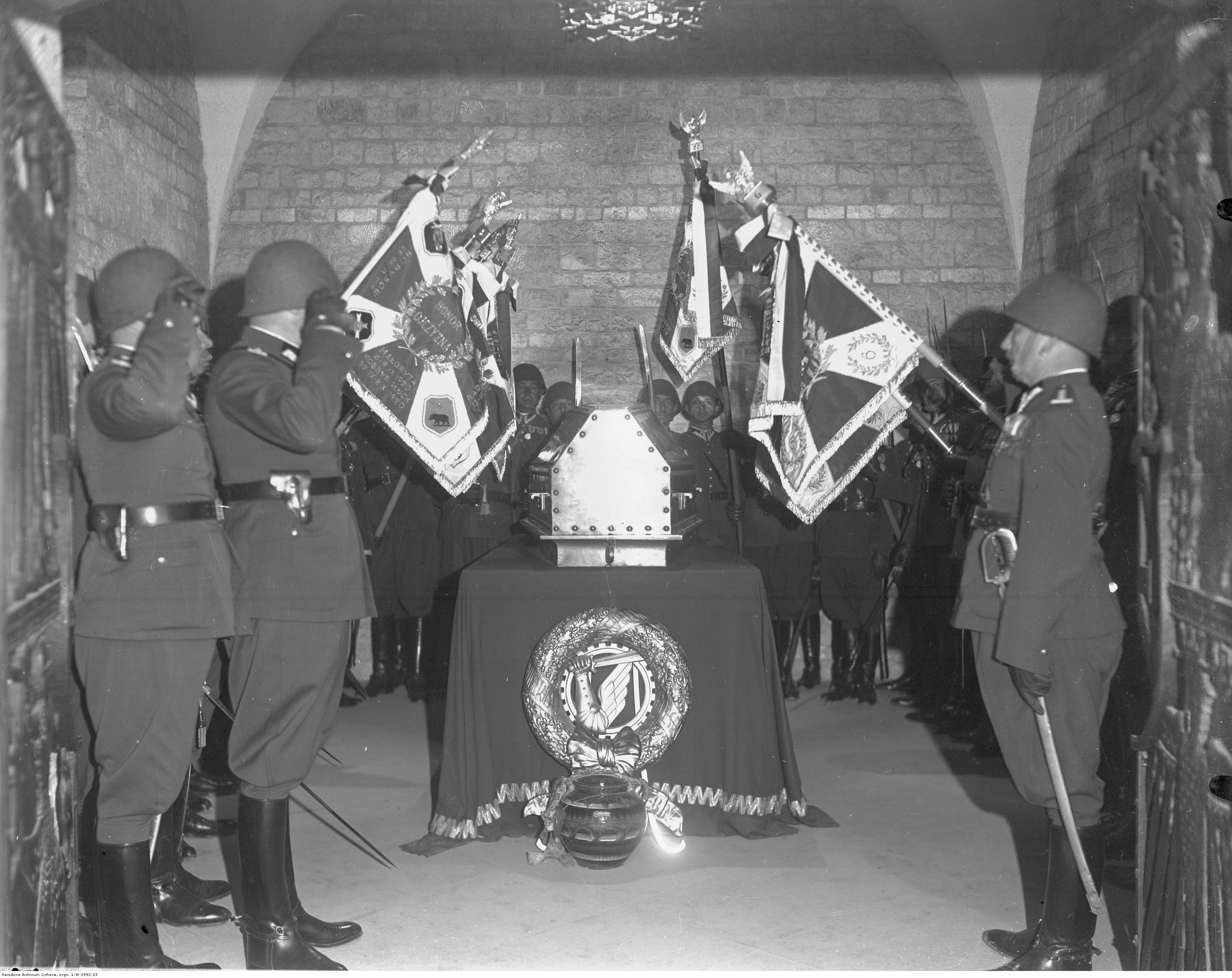
Poczty sztandarowe pułków artylerii OK V i X oddają hołd Józefowi Piłsudskiemu w jego krypcie na Wawelu; 29 maja 1938.

### Sztandar
Nadanie sztandaru i zatwierdzenie jego wzoru ujęte zostało w Dodatku Tajnym nr 3 do Dziennika Rozkazów MSWojsk. z 17 lutego 1938, nr 6 poz. 64. Sztandar ufundowany przez społeczeństwo Przemyśla i Ziemi Przemyskiej wręczył gen. Juliusz Rómmel 29 maja 1938 w Krakowie w czasie ceremonii wręczania sztandarów oddziałom artylerii OK V i X.
Na prawej stronie płata znajdował się amarantowy krzyż, w środku którego wyhaftowano orła w wieńcu laurowym. Na białych polach, pomiędzy ramionami krzyża, znajdowały się numer pułku „10” w wieńcach laurowych.

Na lewej stronie płata sztandarowego, pośrodku krzyża kawaleryjskiego znajdował się wieniec taki sam jak po stronie prawej, a w wieńcu trzywierszowy napis „HONOR I OJCZYZNA”. W rogach sztandaru, w mniejszych wieńcach umieszczone były na tarczach:
- w prawym górnym – wizerunek Matki Boskiej Częstochowskiej
- w lewy górnym – wizerunek świętej Barbary
- w prawym dolnym – herb Przemyśla
- w lewym dolnym – odznaka pamiątkową 10. pac

Na ramionach krzyża znajdują się napisy przypominające miejsca walk pułku:
- na górnym: "LE MANS-SENS-ISCHES 1. II. 1919"
- na dolnym: "MAŁORYTA 6-9. IX. 1920 KOBRYŃ-SŁUCK 29. IX.-11. X. 1920"
- na lewym: "BORYSÓW 22-28. IX. 1919"
- na prawym: "RADZYMIN 13-16. VIII. 1920"

Uchwałą Prezydium Krajowej Rady Narodowej z 31 października 1946 za przechowanie w okresie okupacji niemieckiej sztandaru 10 pułku artylerii ciężkiej zostali odznaczeni Srebrnym Krzyżem Zasługi chor. Władysław Pikoń, Władysława Paprocka, Michał Paprocki.

### Odznaka pamiątkowa
30 maja 1930 minister spraw wojskowych rozkazem G.M. 7062 I zatwierdził wzór i regulamin odznaki pamiątkowej 10 pułku artylerii ciężkiej. Odznaka o wymiarach 40x40 mm ma kształt srebrnego krzyża maltańskiego, którego ramiona pokryte są białą emalią ze złoconymi krawędziami. W środku krzyża, na okrągłej tarczy, numer i inicjały pułku „10 PAC”. Ramiona krzyża połączone są złoconą blaszką. Odznaka jednoczęściowa - oficerska wykonana w srebrze, emaliowana. Na rewersie próby srebra, imiennik AN i nazwisko grawera.

## Żołnierze pułku

### Dowódcy i zastępcy dowódcy pułku
| Stopień, imię i nazwisko                       | Okres pełnienia służby  | Kolejne stanowisko                        |
| Dowódcy pułku                                  | Dowódcy pułku           | Dowódcy pułku                             |
| ---------------------------------------------- | ----------------------- | ----------------------------------------- |
| płk inż. Jerzy Dobrowolski                     | 1921 – 1925             | dowódca 6 pułku artylerii ciężkiej        |
| płk art. Leonard Tucker                        | 17 VII 1925 – III 1929  | szef 10 Okręgowego Szefostwa Uzbrojenia   |
| płk art. Jan Bokszczanin                       | III 1929 – IX 1939      |                                           |
| Zastępcy dowódcy pułku                         |                         |                                           |
| mjr art. Stanisław Ciechulski                  | 1 XI 1922 – 1924        | Szefostwo Artylerii i Uzbrojenia DOK VIII |
| ppłk art. Rudolf Halenta                       | (od 1 III 1924          |                                           |
| ppłk art. Stefan Mazurkiewicz                  | 1928 – XII 1929         | dowódca 2 d. pg. panc.                    |
| mjr / ppłk dypl. art. Wiktor Alojzy Jakubowski | 23 XII 1929 – 28 I 1931 | I oficer sztabu inspektora armii          |
| mjr / ppłk art. Włodzimierz Nałęcz-Gembicki    | 28 I 1931 – XI 1934     | dyrektor nauk Szkoły Strzelania Artylerii |
| ppłk art. Bronisław Piniecki                   | X 1934 – VIII 1939      | dowódca artylerii dywizyjnej 36 DP        |

### Żołnierze 10 pac - ofiary zbrodni katyńskiej
Biogramy ofiar zbrodni katyńskiej znajdują się między innymi w bazach udostępnionych przez Ministerstwo Kultury i Dziedzictwa Narodowego oraz Muzeum Katyńskie.
| Stopień, nazwisko i imię           | Zawód             | Miejsce pracy przed mobilizacją | Zamordowany |
| ---------------------------------- | ----------------- | ------------------------------- | ----------- |
| mjr. rez. Abłamowicz Tadeusz       | urzędnik          | bank we Lwowie                  | ULK         |
| kpt. rez. Andrzejowski Bronisław   | leśnik            | nadleśniczy w Kołpenicy         | Charków     |
| płk Jan Bokszczanin                | żołnierz zawodowy | dowódca pułku                   | Charków     |
| ppor. rez. Chmielowiec Franciszek  | inżynier          | DOK nr II                       | Katyń       |
| ppor. rez. Drużbacki Józef         |                   |                                 | Katyń       |
| por. rez. Jabłonowski Kazimierz    | ziemianin         | wł. majątku Dobrzany (e)        | Charków     |
| ppor. rez. Lech Józef              | komornik sądowy   |                                 | ULK         |
| plut. Papaj Antoni                 |                   |                                 | ULK         |
| ppłk Piniecki Bronisław            | żołnierz zawodowy | zastępca dowódcy pułku          | Katyń       |
| ppor. rez. Polok Paweł             | policjant         |                                 | Katyń       |
| ppor. rez. Sukniewicz Stanisław    |                   |                                 | Charków     |
| por. rez. Warzeszkiewicz Stanisław | prawnik, mgr      | praktyka w Krakowie             | Charków     |
| kpt. Żwinklewicz Jan               | żołnierz zawodowy | (e)                             | Charków     |